# Antoine Paul Nicolas Franchimont

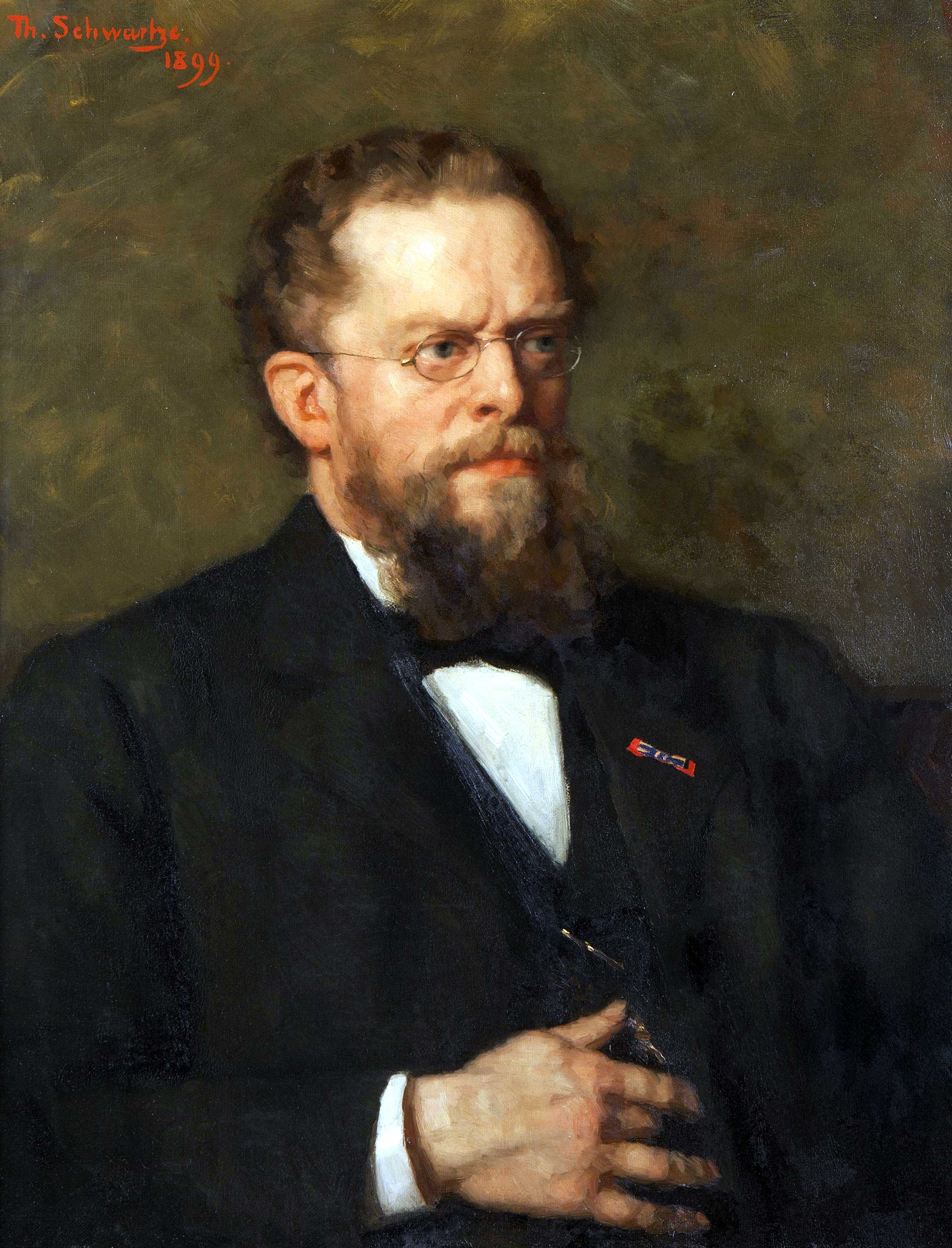
Antoine Franchimont

Antoine Paul Nicolas Franchimont (* 10. Mai 1844 in Leiden; † 2. Juli 1919 ebenda) war ein niederländischer Chemiker.

## Leben
Der Sohn des Pfarrers und Lehrers für alte Sprachen Nicolas Antoine Franchimont (* 1. August 1808 in Leiden; † 28. November 1858 ebenda) und der Theodora Aleida Poppe (* 12. Dezember 1815 in Cortgene; † 28. Dezember 1879 in Leiden), hatte seine erste Ausbildung vom Vater erhalten. Danach besuchte er 1856 das Gymnasium in Leiden. 1859 absolvierte er eine Ausbildung als Apotheker in Leiden und Den Haag. Nach abgeschlossener Ausbildung wurde er 1864 selbstständiger Apotheker in Leiden. Nachdem er 1868 seine Hochschulzulassung erhalten hatte, studierte er an der Universität Leiden die Naturwissenschaften bei Pieter Leonard Rijke, Willem Frederik Reinier Suringar und Pieter van Geer. 1869 verkaufte er seine Apotheke und wurde Chemielehrer an der Abendschule der Gesellschaft Mathesis Scientiarum Genitrix in Leiden. In Leiden promovierte er am 24. März 1871 mit dem Thema Bijdrage tot de kennis van het ontstaan en de chemische constitutie der zoogenaamde terpeenharsen (Beiträge zur Kenntnis und der chemischen Zusammensetzung des Terpentins) unter Antonius Henricus van der Boon Mesch zum Doktor der Philosophie.
Danach setzte er seine Studien an der Universität Bonn fort, wo er im August 1872 einige Zeit als Assistent von August Kekulé arbeitete und ab August 1873 in gleicher Eigenschaft bei Charles Adolphe Wurtz in Paris wirkte. 1873 war er in seine niederländische Heimat zurückgekehrt, wurde Chemielehrer der landwirtschaftlichen H. B. S. in Wageningen und am 6. Februar 1874 wurde er zum außerordentlichen Professor der organischen Chemie an der Universität Leiden berufen. Diese Aufgabe übernahm er am 2. Mai 1874 mit der Antrittsrede De verschillende richtingen der chemie. Blikken in het verleden, het heden en de toekomst dier wetenschap (Die verschiedenen Richtungen der Chemie. Blicke In die Vergangenheit, Gegenwart und Zukunft der Tierkunde). Am 16. Oktober 1877 wurde er ordentlicher Professor der organischen Chemie und beteiligte sich 1889/90 als Rektor der Alma Mater auch an den organisatorischen Aufgaben der Hochschule. Diese Aufgabe legte er mit der Rede De org. Chemie een kind dezer eeuw (Die organische Chemie ein Kind diesen Jahrhunderts) nieder.
Er war Mitbegründer und Redakteur des wissenschaftlichen Journals Recueil des Travaux Chimiques des Pays-Bas et de la Belgique. Seine Forschungen beschäftigten sich mit Zucker und Acetylierung. 1883 entdeckte er die Stickstoffverbindungen der Nitrosamine. Nach ihm ist die Franchimont-Kondensation, die er 1872 entdeckte, benannt. Franchimont hatte zahlreiche Fachabhandlungen in der deutschen, französischen und niederländischen Sprache verfasst. Zudem war er Mitglied mehrerer internationaler und niederländischer Gelehrtengesellschaften. So wurde er am 8. Mai 1879 Mitglied der königlich niederländischen Akademie der Wissenschaften in Amsterdam, Mitglied der holländischen Gesellschaft der Wissenschaften in Haarlem, Mitglied der Batavischen Gesellschaft für experimentelle Philosophie in Rotterdam, 1899 Honorarmitglied der Royal Institution of Great Britain and Ireland, korrespondierendes Mitglied der British Association for the Advancement of Science, 1889 Mitglied der Chemical Society in London, Mitglied der deutschen chemischen Gesellschaft in Berlin, 1890 Mitglied der Societe Chimique in Paris und 1912 Ehrenmitglied der königlich niederländischen chemischen Vereinigung. Zudem war er ab 1900 Ritter des Ordens vom niederländischen Löwen und 1890 Ritter der Ehrenlegion. Am 26. Juni 1914 wurde er aus seiner Professur emeritiert und verabschiedete sich am 21. September 1914 in den Ruhestand.
Franchimont verheiratete sich am 8. Januar 1880 in Leiden mit Cornelia van Batenburg (* 28. August 1837 in Mourik; † 28. Juni 1932 in Leiden), die Tochter von Ocker van Batenburg und Christina Adriana Riebel. Die Ehe blieb kinderlos.
Zu seinen Doktoranden gehörte Arnold F. Holleman.

## Werke (Auswahl)
- Bijdrage tot de kennis van het ontstaan en de chemische constitutie der zoogenaamde terpeenharsen. Leiden 1871 (Online)
- De verschillende richtingen der chemie. Blikken in het verleden, het heden en de toekomst dier wetenschap. Leiden 1874.
- Over het verlies van ammoniak bij de lijk verbranding. 1876.
- Leiddraad bij de studie van de koolstof en hare verbindingen beleefde twee drukken. Leiden 1878, 1881.
- Handleiding bij praktische oefeningen in organische chemie voor eerstbeginnenden. Leiden 1879.
- Kort leerboek der organische chemie als leiddraad bij middelbaar onderwijs. Leiden 1880.
- Beginselen der Chemie. 1884–1886
- De org. Chemie een kind dezer eeuw. Leiden 1890.
- Action de l’acide azot. Reel sur les composes de l’H. Conférence faite à la Soc. Chim. De Paris. Paris 1890.
- Over het smeltpunt van organische stoffen. Amsterdam 1897.
- De Koolstof en hare verbindingen. Leiden 1889.